# Principato vescovile di Costanza
Il principato vescovile di Costanza (in tedesco Hochstift Konstanz, Fürstbistum Konstanz, Bistum Konstanz), fu un piccolo principato ecclesiastico del Sacro Romano Impero dalla metà del XII secolo fino alla sua secolarizzazione nel 1802-1803. Nella sua duplice veste di principe e vescovo, il principe vescovo governò anche la diocesi di Costanza, che esisteva dal 585 circa fino alla sua dissoluzione nel 1821, e il cui territorio si estendeva su un'area molto più ampia del principato. Appartenne alla provincia ecclesiastica di Magonza dal 780/782.

## Geografia
Il territorio imperiale immediato del principato-vescovile era sparso su entrambe le sponde del Lago di Costanza occidentale, estendendosi dalla penisola di Höri e l'Alto Reno a ovest lungo l'Untersee con l'isola monastica di Reichenau, la penisola di Bodanrück e il lago di Überlingen fino alla regione di Linzgau nel nord-est. Esso non includeva la città imperiale di Costanza né l'abbazia di Petershausen. A sud il territorio vescovile confinava con il Langraviato di Turgovia, che nel 1460 fu conquistato dalla Confederazione Svizzera e diventò un cantone.

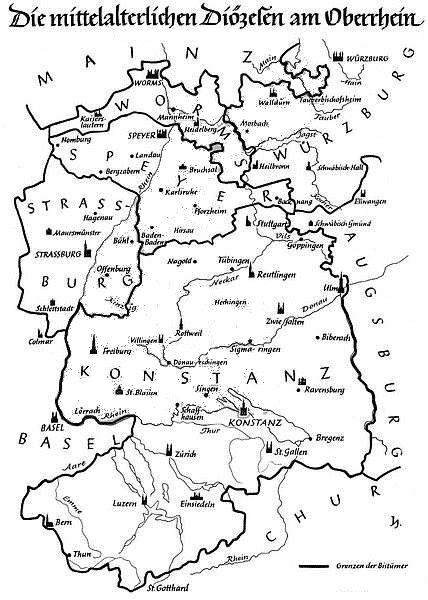
Diocesi dell'Alto Reno di Costanza, Strasburgo, Spira e Worms, ca. 1801

Lo stato imperiale non deve essere confuso con la diocesi omonima, che era notevolmente più grande (vedi mappa), e copriva gran parte dell'attuale Baden-Württemberg, gran parte della Svizzera fino al passo del San Gottardo a sud, nonché una piccola parte del Vorarlberg, in Austria. Mentre il principe-vescovo era il sovrano secolare nel suo principe-vescovado, la sua autorità nella sua diocesi era limitata ai doveri pastorali esercitati da qualsiasi vescovo cattolico.

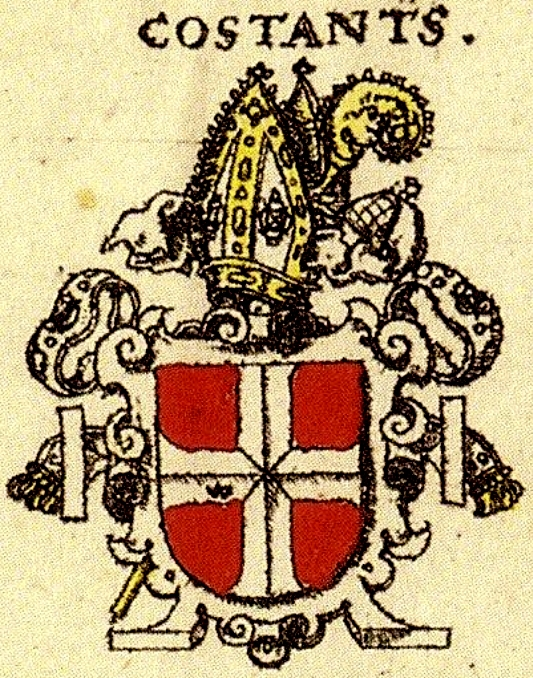
Stemma araldico del Principato vescovile

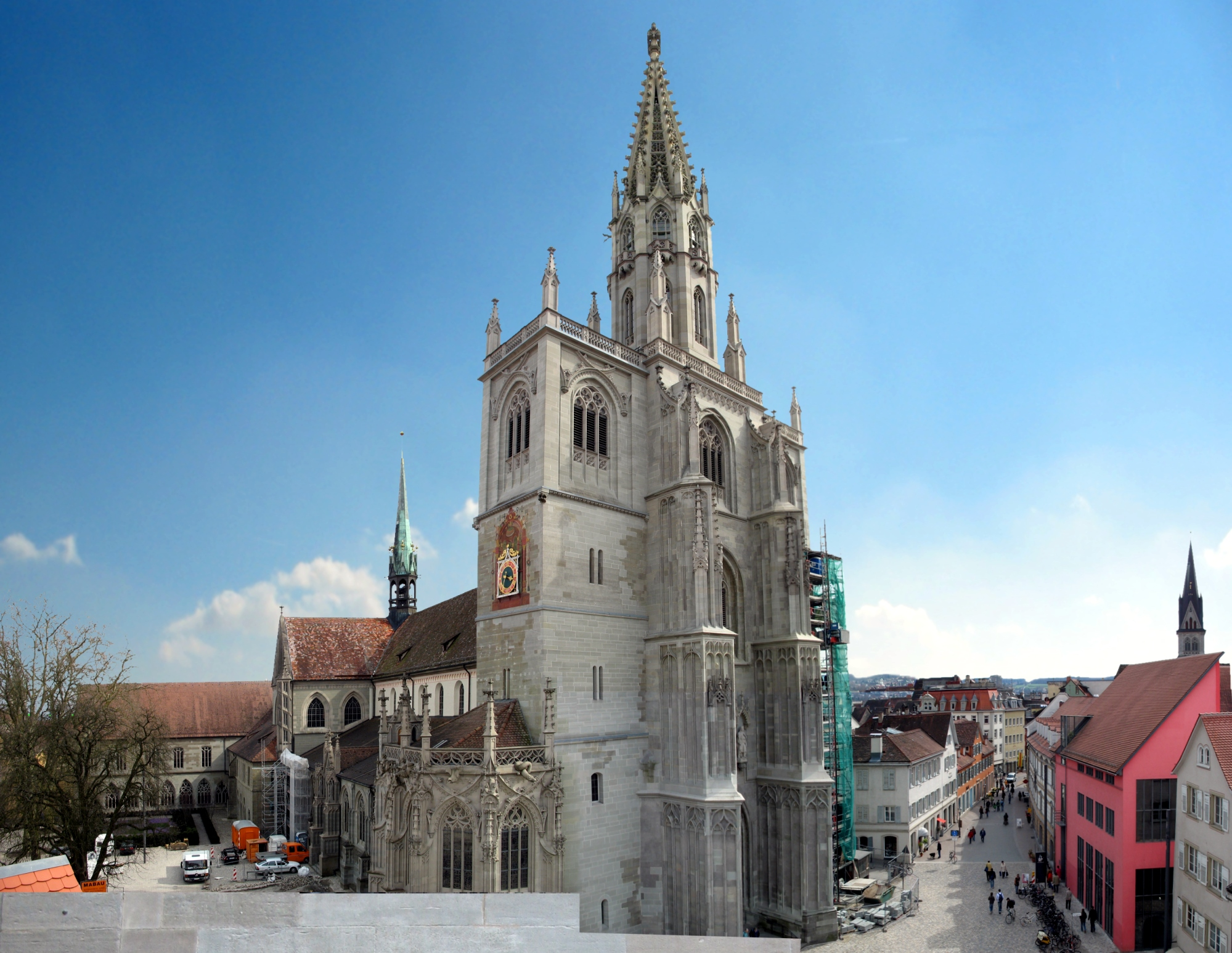
Cattedrale di Costanza

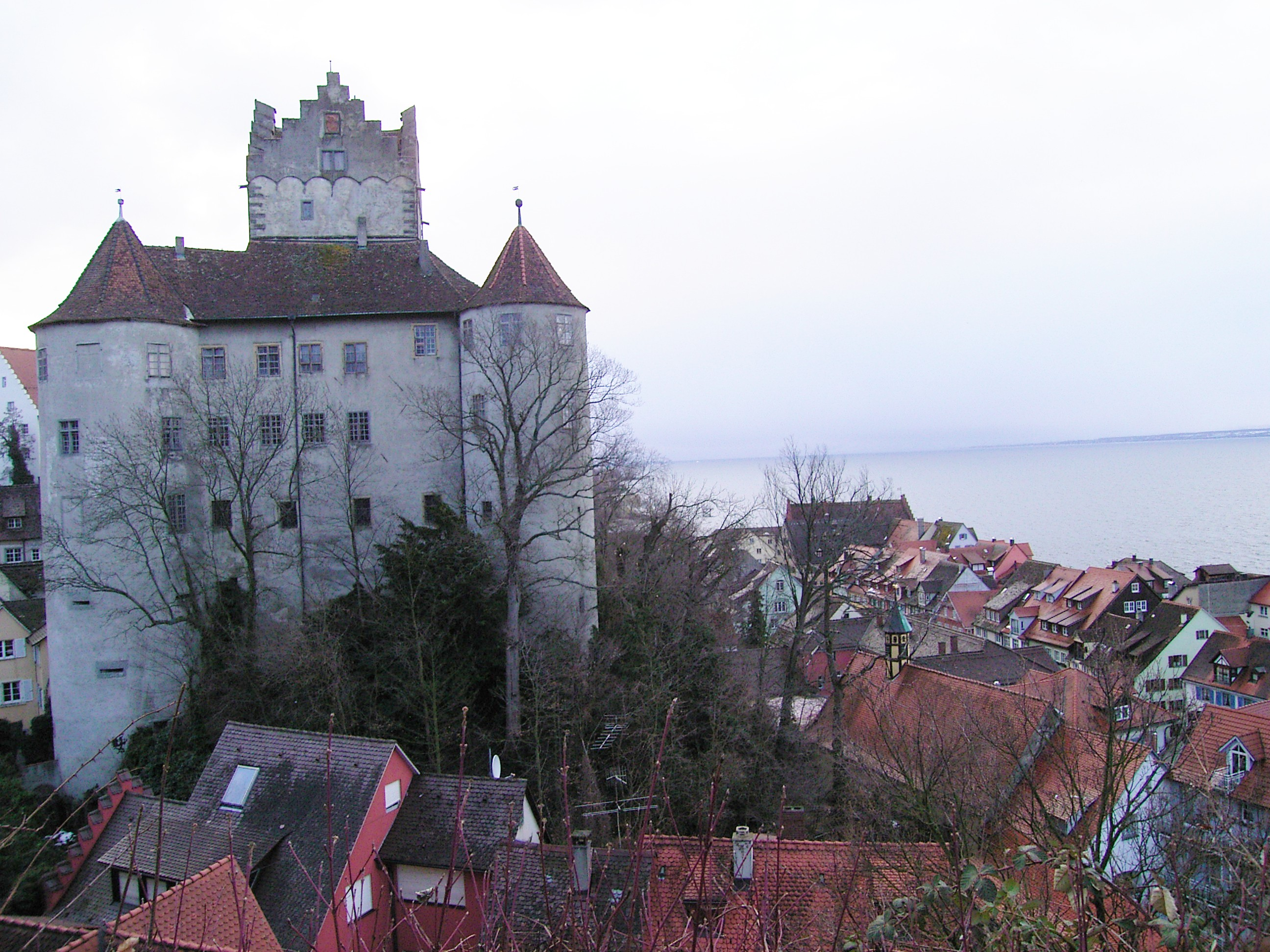
Il Palazzo Vecchio a Meersburg, dove vissero i vescovi finché non costruirono un nuovo palazzo nel XVIII secolo

## Storia
La diocesi cattolica romana di Costanza, una delle più grandi diocesi della Germania, fu fondata alla fine del VI secolo nel corso della cristianizzazione delle tribù degli Alamanni attorno al Lago di Costanza e all'Alto Reno. Originariamente subordinata all'arcidiocesi di Besançon, Costanza divenne suffraganea dell'arcidiocesi di Magonza nel 782.
Un atto dell'imperatore Federico I Barbarossa del 1155 confermò lo status principesco del vescovo e della sua sede vescovile come Stato Imperiale. Il territorio del principato-vescovile si contrasse nei secoli successivi sotto la pressione sia della Confederazione Svizzera che della Casa d'Asburgo. Inoltre alla città di Costanza fu concesso lo status di libera città imperiale e da allora la sovranità vescovile sulla città fu limitata ad una piccola area attorno alla cattedrale. Nel 1527, durante la Riforma protestante, la sede amministrativa del principe vescovo fu definitivamente trasferita a Meersburg, sul Lago di Costanza. Tuttavia, Costanza cadde sotto la Controriforma promossa dagli Asburgo, che alla fine abolirono il suo status di libera città imperiale e la incorporarono nei loro possedimenti dell'Austria Anteriore nel 1548.
I rapporti giuridici della signoria furono resi parecchio più difficili dopo la guerra di Svevia, che nel 1499 portò a una separazione di fatto fra terre imperiali e terre svizzere. In poche zone il principe vescovo deteneva l'alta giustizia, elemento importante di una signoria territoriale: in Svizzera, fino al 1798, solo nelle cittadine di Arbon (con Horn) e Bischofszell, dove la sovranità militare competeva invece al baliaggio federale di Turgovia. Per distinguerli dai beni di Reichenau, acquisiti più tardi, i diritti signorili e fondiari del principato di Costanza in Turgovia, risalenti al medioevo, erano detti "del vecchio capitolo" (altstiftisch). Il principe vescovo, che oltre a numerose chiese e singole tenute possedeva soprattutto signorie fondiarie con diritti di bassa giustizia, in Turgovia era il signore con il più elevato numero di servi della gleba; alla fine del XVIII sec. i suoi sudditi nell'intero principato erano ca. 12'000 (per lo più contadini).
La vasta diocesi di Costanza soffrì pesantemente durante la Riforma e perse diverse centinaia di parrocchie, conventi e altre fondazioni cattoliche che furono soppresse dai vari Stati, libere città imperiali e cantoni divenuti protestanti della Svevia e della Svizzera. L'acquisizione dell'abbazia agostiniana di Öhningen (1534) e dell'abbazia di Reichenau (1540) portarono un certo equilibrio.
Con il Reichsdeputationshauptschluss del 1803 il principato vescovile venne sciolto e il suo territorio fu annesso al margraviato di Baden.
A sua volta, la diocesi fu sciolta da Papa Pio VII nel 1821 dopo che il vicario generale Ignaz Heinrich von Wessenberg fu eletto amministratore diocesano alla morte dell'ultimo vescovo Karl Theodor von Dalberg nel 1817. Sebbene Wessenberg fosse sostenuto dal governo del Baden, il Papa non riconobbe mai la sua elezione a causa delle opinioni liberali di Wessenberg. Con una bolla del 16 agosto 1821 il papa sciolse la diocesi per impedire a Wessenberg di diventare vescovo. Nel 1827 il territorio della diocesi di Baden entrò a far parte della neonata arcidiocesi cattolica romana di Friburgo in Brisgovia, mentre i territori svizzeri furono incorporati nella diocesi di Basilea. In seguito a questi cambiamenti i cantoni di Obvaldo e Nidvaldo, parti di Uri, Glarona e Zurigo furono assegnati provvisoriamente all'amministrazione della diocesi di Coira, un assetto che dura ancora oggi.

## Ruolo nel Sacro Romano Impero
Il principe vescovo di Costanza aveva il rango di principe dell'Impero; il primo conferimento noto di regalie al vescovo di Costanza è del 1248. Nell'età moderna, il prelato vide accresciuta la propria importanza temporale dalla condivisione (dal 1543) con il duca del Württemberg della carica di principe con diritto di indire diete elettorali nella circoscrizione sveva, che lo rendeva un interlocutore di spicco dell'imperatore.
Insieme al duca di Württemberg, il principe-vescovo di Costanza ricoprì l'ufficio appalti distrettuale, l'ufficio più importante del circolo imperiale. Il vescovato era anche membro del comitato dell'assemblea distrettuale (Ordinario-Deputazione).

## Elenco dei vescovi
- 1. Bubulcus (m. 534)
- 2. Cromatius (m. 552)
- 3. Maximus (first bishop of the re-established bishopric, fl. 590)
- 18. Audoin (m. 736)
- 22. John II (760–782)
- 24. Solomon I (835–871)
- 26. Gebhard I von Wetterau, von Tegerfelden (873–875)
- 27. Solomon II (875–889)
- 28. Solomon III (890–919)
- 31. Conrad I (935–975)
- 32. Gaminolf (975–979)
- 33. St Gebhard (979–995)
- 34. Lambert (995–1018)
- 35. Rudhart (1018–1022)
- 36. Heimo (1022–1026)
- 37. Warmann (Warmund) von Dillingen (1026–1034)
- 38. Eberhard von Kyburg-Dillingen (1034–1046)
- 39. Theoderich (1047–1051)
- 40, Rumold von Bonstetten (1051–1069)
- 53. Karl (Karlmann) (1070–1071)
- 54. Otto von Lierheim (1071–1080)
- 55. Bertolf (1080–1084)
- 56. Gebhard III (1084–1110)
- 57. Ulrich I von Dillingen (1111–1127)
- 57. Ulrich von Castell (1127–1138)
- 58. Hermann von Arbon (1138–1165)
- 59. Otto von Habsburg (1165–1174)
- 60. Berthold von Bußnang (1174–1183)
- 61. Hermann von Friedingen (1183–1189)
- 62. Diethelm von Krenkingen (1190–1206)
- 63. Wernher von Staufen (1206–1209)
- 64. Konrad von Tegerfelden (1209–1233)
- 65. Heinrich von Tanne (1233–1248)
- 66. Eberhard II von Waldburd-Thann (1248–1274)
- 67. Rudolf von Habsburg-Laufenburg (1274–1293)
- 68. Henrich von Klingenberg (1293–1306)
- 69. Gerhard von Bevar (1307–1318)
- 70. Rudolf von Montfort (1322–1334)
- 71. Nikolaus de Kentzingen (1334–1344)
- 72. Ulrich Pfefferhardt (1345–1351)
- 73. Joahnn de Windek (1352–1356)
- 74. Heinrich von Brandis (1357–1383)
- 75. Marquard von Randeck (1398–1406)
- 76. Otto III of Hachberg (1410–1434)
- 77. Friedrich von Zollern (1434–1436)
- 78. Heinrich von Hewen (1436–1462)
- 79. Burkhard von Randegg (1463–1466)
- 80. Hermann von Breitenladenburg (1466–1474)
- 81. Ludwig von Freiburg (1474–1479)
- 82. Otto von Sonnenberg (1480–1491)
- 83. Thomas Berlower (1491–1496)
- 84. Hugo von Hohenlandenberg (1496–1529; 1531/2)
- 85. Balthasar Merklin (1530–1531)
- 86. Johann von Lupfen (1532–1537)
- 87. Johann von Weeze (1537–1548)
- 88. Christoph Metzler (1549–1561)
- 89. Mark Sittich von Hohenems (1561–1589)
- 90. Andrew of Austria (1589–1600)
- 91. Johann Georg von Hallwyl (1601–1604)
- 92. Jakob Fugger (1604–1626)
- 93. Werner von Praßberg (1626–1627)
- 94. Johann von Waldburg (1627–1639)
- 95. Franz Johann von Vogt von Altensumerau und Prasberg (1641–1645)
- 96. Johann Franz I. von Praßberg und Altensummerau (1645–1689)
- 97. Marquard Rudolf von Rodt (1689–1704)
- 98. Johann Franz Schenk von Stauffenberg (1704–1740)
- 99. Hugo Damian von Schönborn (1740–1743)
- 100. Kasimir Anton von Sickingen (1743–1750)
- 101. Franz Konrad von Rodt (1750–1775)
- 102. Maximilian Christof von Rodt (1775–1799)
- 103. Karl Theodor von Dahlberg (1799–1817)
- (104.) Ignaz Heinrich von Wessenberg, eletto nel 1817 ma non riconosciuto da Papa Pio VII; nel 1821 il vescovado venne sciolto.